# جیمز تامپسون (قایقران روئینگ)
جیمز تامپسون (انگلیسی: James Thompson؛ زادهٔ ۱۸ نوامبر ۱۹۸۶) قایقران روئینگ اهل آفریقای جنوبی است.
از باشگاه‌هایی که در آن بازی کرده‌است می‌توان به دانشگاه پرتوریا اشاره کرد.
وی در مسابقات کشوری و بین‌المللی در مجموع برندهٔ ۲ مدال طلا شده‌است.